# Matias Gonzales
Matias Gonzales (Rosales, 1854 - ?) was een Filipijns politicus.

## Biografie
Matias Gonzales werd geboren in 1854 in Rosales in de Filipijnse provincie Pangasinan. Hij studeerde aan de Ateneo Municipal de Manila en behaalde daar zijn Bachelor of Arts-diploma en voltooide bachelor-opleidingen landbouw en accountancy. Na zijn studie woonde en werkte hij op zijn hacienda in Nueva Ecija tot hij in 1890 vertrok voor een reis naar diverse Europese landen, als Engeland, Spanje, Frankrijk en Duitsland.
Tijdens de Filipijnse revolutie was Gonzales onder meer thesaurier van de revolutionaire beweging in Malolos en burgemeester van Bautista in Pangasinan. Van 1900 tot 1901 verbleef hij op Java. Bij de verkiezingen van 1907 werd Gonzales namens het 5e kiesdistrict van Pangasinan gekozen in het Filipijns Huis van Afgevaardigden. Op 5 mei 1917 won Gonzales de speciale verkiezingen voor het restant van de termijn van Aquilino Calvo in de Senaat van de Filipijnen die duurde tot 1919.